# Endocalyx melanoxanthus
Endocalyx melanoxanthus är en svampart. Endocalyx melanoxanthus ingår i släktet Endocalyx, divisionen sporsäcksvampar och riket svampar.

## Underarter
Arten delas in i följande underarter:
- grossus
- melanoxanthus